# Kazak U21-es labdarúgó-válogatott
A Kazak U21-es labdarúgó-válogatott Kazahsztán 21 éven aluli labdarúgó-válogatottja, melyet a kazak labdarúgó-szövetség irányít.

## U21-es labdarúgó-Európa-bajnokság
- 1978–1992:

A kazak szövetség 1992 és 2002 között az AFC tagja volt.
- 2004: nem indult
- 2006: nem indult
- 2007: nem jutott ki
- 2009: nem jutott ki
- 2011: nem jutott ki
- 2013: nem jutott ki
- 2015: nem jutott ki

## Olimpiai szereplés
- 1992: Nem jutott ki
- 1996: Nem jutott ki
- 2000: Nem jutott ki
- 2004: Nem jutott ki
- 2008: Nem jutott ki
- 2012: nem jutott ki